# 新北市新莊區榮富國民小學
新北市立新莊區榮富國民小學，簡稱“榮富國小”，是位于臺灣新北市新莊區中和街的一所國民小學。得名於捐款興校的慈善家周榮富。
榮富國小現為全台灣學生人數第八多的國民小學，97學年度（2008年）獲得經濟部水利署節約用水績優獎，98學年度（2009年）獲校務評鑑特優。榮富也有知名的管弦樂團，多次在全國音樂比賽獲團體第一名。
榮富國小校內有建有「榮富天文台」、「榮富游泳池」，定時開放民眾觀覽、使用。
目前全校約有3187位學生，設有112個班級、213位教職員，現任校長陳月滿。

## 大事記
- 1987/5/1  台北縣政府核定增建國民小學，初欲定名為「中信國小」；委派新莊國小校長楊奕清先生為籌備主任。
- 1988/8/1  為表彰本地慈善家周榮富先生捐資新台幣伍仟萬元興建校舍之善舉，更名為「臺北縣立榮富國民小學」，同年經臺灣省教育廳（今日教育部國民教育署）核准成立，首任榮富國小校長：謝蕙如女士。
- 1989/6/16  學校校舍動土奠基典禮。
- 1989/7/10  第一期校舍動工。
- 1990/8/1  開始招收一年級新生。從中港國小撥進37班，全校學生1720人，教師52人，工友1人，警衛1人，暫借中港國小教室上課。
- 1990/10/17  教室落成，校舍啟用。
- 1991/3/18  第一期校舍落成啟用，全校師生從中港國小徒步遷入榮富國小。
- 1991/5/10  舉行校舍落成典禮。
- 1992/8/30  三期校舍完工啟用，計147間教室，理想班級數80班。
- 1994/8/1  第二任校長陳鸞嬌女士接任，首任校長謝蕙如女士榮調三重市三光國小。
- 1998/8/1  第三任校長張瑞寶先生就任。第二任校長陳鸞嬌女士榮退。
- 1999/6/25  榮富溫水游泳池開工
- 2000/5/30  榮富溫水游泳池工程竣工
- 2001/6/13  迎曦樓工程正式開工。
- 2002/5/27  迎曦樓工程竣工，共計新增25間教室。
- 2003/2/1  第三任校長張瑞寶先生榮退，由余秋範主任代理校長。
- 2003/8/1  第四任校長陳百川先生就任。
- 2007/8/1  第五任校長羅榮森先生就任。第四任校長陳百川先生榮退。
- 2010/12/25  因政府五都改制案通過，臺北縣升格為新北市，臺北縣立榮富國民小學，亦改制為「新北市立榮富國民小學」。
- 2011/11/25  因營養午餐舞弊事件，高炯琪先生奉派為代理校長。
- 2012/9/1  第六任校長謝進裕先生就任。
- 2013/8/1 第七任校長邱香蘭女士就任。第六任校長謝進裕先生榮退
- 2017/8/1 第八任校長張伯瑲先生就任，第七任校長邱香蘭女士榮退。
- 2024/8/1 第九任校長陳月滿小姐就任，第八任校長張伯瑲先生榮退。

## 外部連結
- 新北市立榮富國民小學 （页面存档备份，存于）
- 新北市立榮富國民小學(學生創立的Facebook 粉絲專頁)

25°03′05″N 121°26′50″E / 25.05139°N 121.44722°E